# Grande Traitoire
Die Grande Traitoire ist ein Fließgewässer in Frankreich, das im Département Nord in der Region Hauts-de-France verläuft. Sie entsteht etwa am Berührungspunkt der Gemeinden Pecquencourt, Rieulay und Vred aus der Dotierung von anderen kleinen Fließgewässern, entwässert generell Richtung Nordost durch den Regionalen Naturpark Scarpe-Schelde, begleitet in ihrem Verlauf die kanalisierte Scarpe an ihrem rechten Ufer und mündet nach insgesamt rund 24 Kilometern im Gemeindegebiet von Château-l’Abbaye als rechter Nebenfluss in die kanalisierte Scarpe. Auf ihrem Weg quert die Grande Traitoire die Bahnstrecke Fives–Hirson und die Autobahn A 23.
Das Gewässer wurde in weiten Abschnitten künstlich errichtet und teilweise kanalisiert, um das Sumpfgebiet im Tal der Scarpe zu entwässern und für die Landwirtschaft und Viehzucht urbar zu machen. Die Arbeiten wurden bereits im Mittelalter von den Mönchen der Abtei Saint-Amand begonnen.

## Orte am Fluss
(Reihenfolge in Fließrichtung)
- Marché du Bougognier, Gemeinde Vred
- Moulin de l’Enfer, Gemeinde Rieulay
- Wandignies-Hamage
- Cataine, Gemeinde Hasnon
- Hasnon
- Moulin des Loups, Gemeinde Saint-Amand-les-Eaux
- Rue de Condé, Gemeinde Saint-Amand-les-Eaux
- Le Rivage, Gemeinde Nivelle
- Château-l’Abbaye